# Classe Kamikawa Maru
La classe Kamikawa Maru (神 川 丸 型 貨物 船) était un type de cargo japonais, servant pendant les années 1930 jusqu'à la Seconde Guerre mondiale. Quatre des cinq navires de la classe ont été convertis en transport d'hydravions pendant la guerre.

## Arrière-plan
- En 1930, la compagnie maritime Ōsaka Mercantile Steamship Co.Ltd. (O.S.K. Lines) permet aux navires de charge de classe Kinai Maru d'entrer en service sur la route Japon-New York.
- Les compagnies japonaises exploitant des navires à vapeur envoyèrent de nouveaux navires de charge en Amérique du Nord pour concurrencer la société Ōsaka.
- En 1936, l'ouverture de la ligne Kawasaki-USA permet de construire 4 navires de classe Kamikawa Maru, plus rapides et de plus grande capacité que ses prédécesseurs.
- Cependant, ils ont été réquisitionnés pour l'effort de guerre et aucun des quatre n'a survécu à la guerre.

## Navires de la classe
| Nom                    | Constructeur                     | Quille          | Lancé            | Terminé           | Propriétaire                                      |
| Kamikawa Maru (神川丸) | Kawasaki, chantier naval de Kōbe | 5 août 1936     | 13 décembre 1936 | 15 mars 1937      | Kawasaki Line                                     |
| Kiyokawa Maru (聖川丸) | Kawasaki, chantier naval de Kōbe | 21 octobre 1936 | 16 février 1937  | 15 mai 1937       | Kawasaki Line - Kōbe Line (après le 15 août 1963) |
| Kimikawa Maru (君川丸) | Kawasaki, chantier naval de Kōbe | 2 novembre 1936 | 11 mars 1937     | 15 juillet 1937   | Kawasaki Line                                     |
| Kunikawa Maru (國川丸) | Kawasaki, chantier naval de Kōbe | 11 mars 1937    | 12 juin 1937     | 1er novembre 1937 | Kawasaki Line                                     |
| Hirokawa Maru (宏川丸) | Kawasaki, chantier naval de Kōbe | 6 avril 1939    | 10 mai 1940      | 12 octobre 1940   | Kawasaki Line                                     |

## Service
- Kamikawa Maru

| Carrière (extrait), destin |                                                                                      |
| Date                       | Contenu                                                                              |
| 18 septembre 1937          | Enrôlé dans la Marine. Le 19 septembre, classé en transport d'hydravions Auxiliaire. |
| 1er octobre 1937           | Affecté à la 3e flotte.                                                              |
| 1er décembre 1937          | Attribué à la 3rd Carrier Division (en), 3e flotte.                                  |
| 1er février 1938           | La Third Carrier Division est transférée à la 5e flotte.                             |
| 1er juillet 1938           | Affecté à la 3e flotte.                                                              |
| 15 décembre 1938           | Classé en transport aérien Auxiliaire.                                               |
| 15 novembre 1939           | Classé en transport d'hydravions auxiliaire, affecté à la China Area Fleet (en).     |
| 1er avril 1940             | Affecté à la 2nd China Expeditionary Fleet.                                          |
| 15 novembre 1940           | Attribué à la 6th Carrier Division, flotte combinée.                                 |
| 10 avril 1941              | Attribué à la 12th Carrier Division, 3e flotte.                                      |
| 7 décembre 1941            | Participe à l'Invasion de la Malaisie.                                               |
| 10 mars 1942               | Attribué à la 4e flotte.                                                             |
| 18 avril 1942              | Participe à l'Operation MO.                                                          |
| 20 mai 1942                | Attribué à la 11th Carrier Division, Southeast Area Fleet.                           |
| 28 mai 1942                | Participe à l'Operation MI.                                                          |
| 15 juin 1942               | Participe à l'Operation AL.                                                          |
| 14 juillet 1942            | La 11th Carrier Division est transférée à la 2e flotte.                              |
| 23 août 1942               | Participe à la Bataille de Guadalcanal.                                              |
| 1er avril 1943             | La 11th Carrier Division est transférée à la Southeast Area Fleet.                   |
| 15 avril 1943              | La 11th Carrier Division est dissoute.                                               |
| 29 mai 1943                | Coulé par l'USS Scamp, au nord-ouest de Kavieng (1° 36′ S, 150° 24′ E).              |
| 15 juillet 1943            | Rayé des listes.                                                                     |

- Kiyokawa Maru

| Carrière (extrait), destin | |
| Date                       | Contenu |
| 28 septembre 1941          | Enrôlé dans la Marine.                                                                                                   |
| 5 octobre 1941             | Classé en transport d'hydravions Auxiliaire.                                                                             |
| 10 novembre 1941           | Affecté à la 4e flotte.                                                                                                  |
| 6 décembre 1941            | Participe à la Bataille de Guam.                                                                                         |
| 23 décembre 1941           | Participe à la Bataille de l'Île de Wake.                                                                                |
| 6 janvier 1942             | Participe à la Bataille de Rabaul.                                                                                       |
| 1er décembre 1942          | Classé en transport Auxiliaires et affecté au District naval de Yokosuka.                                                |
| 1er avril 1943             | Classé en transport d'hydravions Auxiliaire et affecté à la 2nd Southern Expeditionary Fleet (en), Southwest Area Fleet. |
| 1er juillet 1943           | Affecté à la Southwest Area Fleet.                                                                                       |
| 1er octobre 1943           | Classé en transport Auxiliaire.                                                                                          |
| 1er juin 1944              | Affecté au District naval de Yokosuka.                                                                                   |
| 14 juillet 1944            | Prend part au convoi Hi-68.                                                                                              |
| 20 août 1944               | Prend part au convoi TaMo-26.                                                                                            |
| 14 novembre 1944           | Prend part au convoi Hi-81.                                                                                              |
| 8 décembre 1944            | Prend part au convoi MaMo-25.                                                                                            |
| 29 janvier 1945            | Prend part au convoi Hi-93.                                                                                              |
| 11 février 1945            | Prend part au convoi Hi-88C.                                                                                             |
| 25 février 1945            | Prend part au convoi TaMo-44.                                                                                            |
| 16 mars 1945               | Prend part au convoi MoTa-43.                                                                                            |
| 1er avril 1945             | Prend part au convoi TaMo-53.                                                                                            |
| 20 juillet 1945            | Coulé par un raid aérien à Kaminoseki.                                                                                   |
| 30 novembre 1945           | Déchargé. |
| 9 décembre 1947            | Renfloué. |
| 20 octobre 1949            | Réparations terminées.                                                                                                   |
| 15 août 1963               | Vendu à Kōbe Line. |
| 14 décembre 1969           | Démoli. |

- Kimikawa Maru

| Carrière (extrait), destin |                                                                                       |
| Date                       | Contenu                                                                               |
| 6 juillet 1941             | Enrôlé dans la Marine.                                                                |
| 25 juillet 1941            | Classé en transport d'hydravions Auxiliaire.                                          |
| 1er septembre 1941         | Affecté à la 5e flotte.                                                               |
| 10 décembre 1941           | Affecté à la 21st Division, 5e flotte.                                                |
| 1er septembre 1941         | Retiré de la 21st Division.                                                           |
| 8 juin 1942                | Participe à l'Opération AL.                                                           |
| 1er octobre 1943           | Classé en transport Auxiliaire et affecté à la Northeast Area Fleet (en).             |
| 20 novembre 1943           | Affecté à la Combined Fleet.                                                          |
| 13 juillet 1944            | Prend part au convoi Hi-69.                                                           |
| 2 octobre 1944             | Prend part au convoi Hi-76.                                                           |
| 21 octobre 1944            | Prend part au convoi Mata-30.                                                         |
| 23 octobre 1944            | Coulé par l'USS Sawfish à l'ouest-nord-ouest du cap Bojeador (18° 58′ S, 118° 40′ E). |
| 10 décembre 1944           | Rayé des listes.                                                                      |

- Kunikawa Maru

| Carrière (extrait), destin | |
| Date                       | Contenu                                                                                                 |
| 31 octobre 1941            | Enrôlé dans la Marine.                                                                                  |
| 10 novembre 1941           | Classé en transport d'hydravions Auxiliaire.                                                            |
| 10 décembre 1941           | Affecté à la Combined Fleet.                                                                            |
| 14 juillet 1942            | Classé en transport d'hydravions Auxiliaire et affecté à la 4e flotte.                                  |
| 24 août 1942               | Participe à la Campagne des îles Salomon.                                                               |
| 1er avril 1943             | Affecté à la 11th Carrier Division, Southeast Area Fleet.                                               |
| 15 avril 1943              | Retiré de la 11th Carrier Division.                                                                     |
| 3 mai 1943                 | Prend part au convoi N ° 2023.                                                                          |
| 8 mai 1943                 | Prend part au convoi N ° 4508.                                                                          |
| 1er juin 1943              | Prend part au convoi N ° 3601A.                                                                         |
| 5 août 1943                | Prend part au convoi N ° 4805.                                                                          |
| 15 septembre 1943          | Prend part au convoi N ° 3914.                                                                          |
| 28 septembre 1943          | Prend part au convoi N ° 1292.                                                                          |
| 1er octobre 1943           | Classé en transport Auxiliaire et affecté au District naval de Kure.                                    |
| 16 octobre 1943            | Prend part au convoi O-602B.                                                                            |
| 1er novembre 1943          | Prend part au convoi N ° 7101.                                                                          |
| 21 décembre 1943           | Prend part au convoi Hi-27.                                                                             |
| 20 mars 1944               | Prend part au convoi H-22.                                                                              |
| 29 mars 1944               | Touche une mine au large de Balikpapan.                                                                 |
| 8 mai 1944                 | Réparations temporaires achevés, touché pour la seconde fois par une mine. Coulé en eaux peu profondes. |
| 26 septembre 1944          | Renfloué et réparations temporaires.                                                                    |
| 21 mai 1945                | Coulé par un raid aérien.                                                                               |
| 30 novembre 1945           | Déchargé.                                                                                               |
| 3 mai 1947                 | Rayé des listes.                                                                                        |

- Hirokawa Maru

| Carrière (extrait), destin | |
| Date                       | Contenu |
| 8 février 1941             | Enrôlé dans l'Armée. Classée comme navire à noyau antiaérien. |
| 8 décembre 1941            | Participe à la Bataille de la Malaisie. Prend part au débarquement du Détachement Andō, 5e division à Pattani (en).                                                                                          |
| 20 février 1942            | Participe à l'Invasion des Indes orientales néerlandaises. Prend part au débarquement de la 16e armée à Palembang.                                                                                           |
| 23 mars 1942               | Participe à l'invasion des Îles Andaman. Prend part au débarquement des bataillons de la 18e division à Ross Island.                                                                                         |
| 14 octobre 1942            | Participe à la Campagne de Guadalcanal. |
| 15 octobre 1942            | Prend part au débarquement des bataillons de la 38e division à Guadalcanal. Coulé par des avions américain, un bombardement des forces américaine et de l'USS Meade (DD-602) (en) à Tassafaronga Point (en). |

## Photos

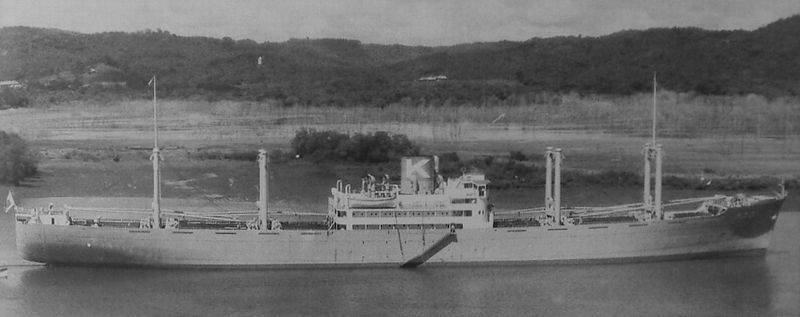
Kiyokawa Maru
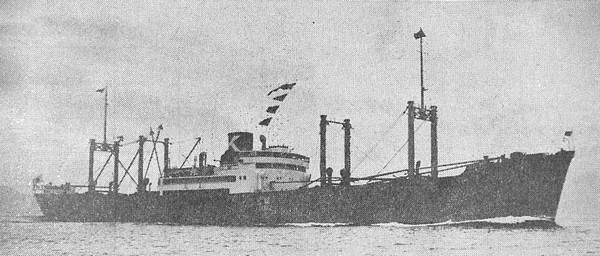
Kimikawa Maru
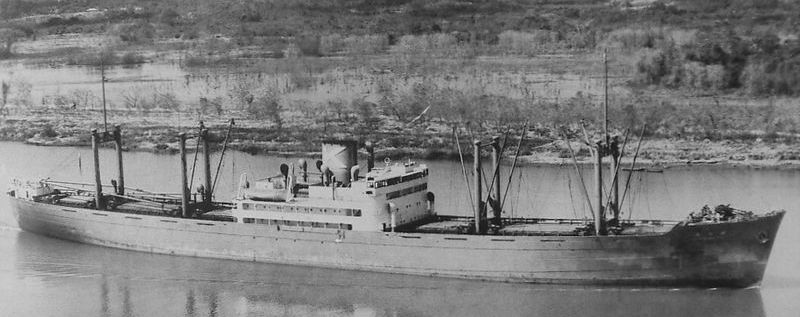
Kunikawa Maru
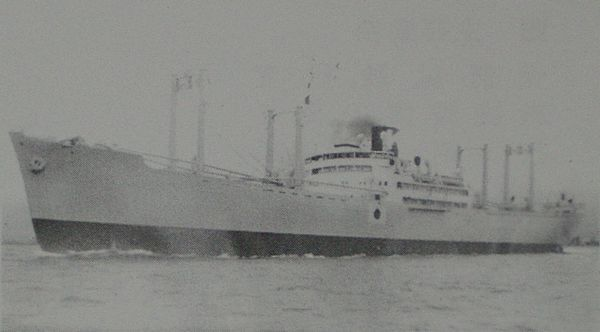
Hirokawa Maru

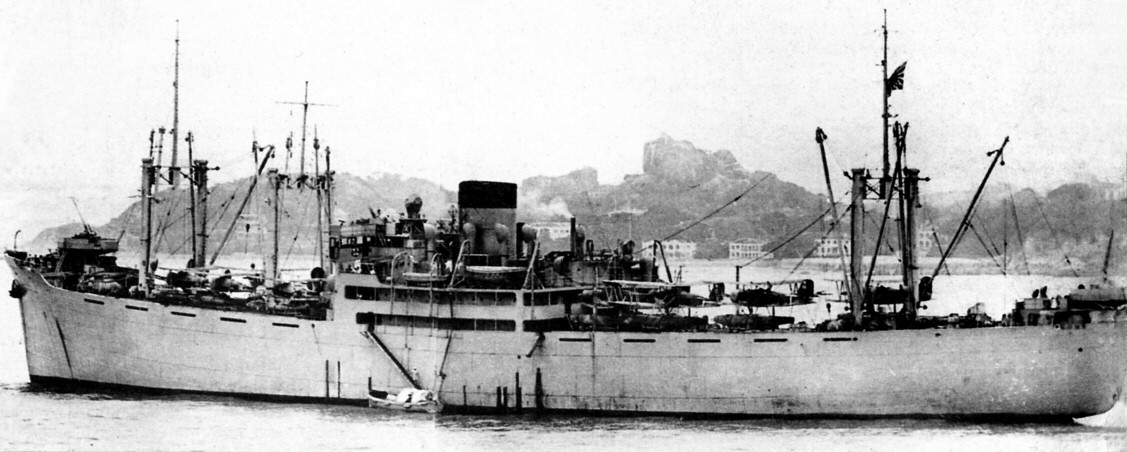
IJN Kamikawa Maru vers 1939 à Xiamen.
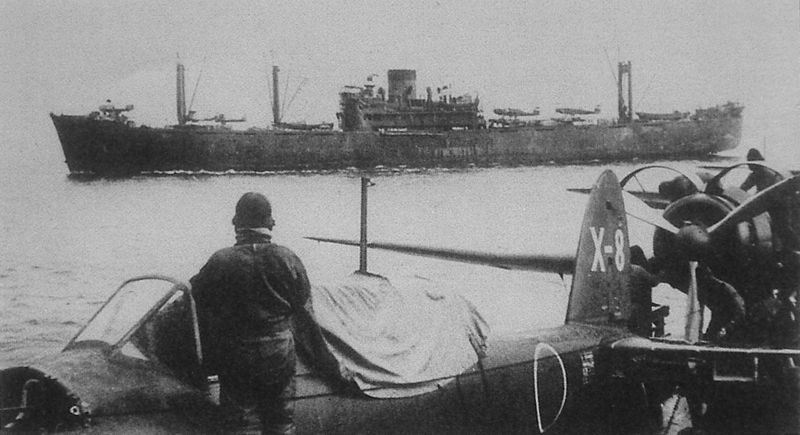
IJN Kamikawa Maru en juin 1942, à Kiska.
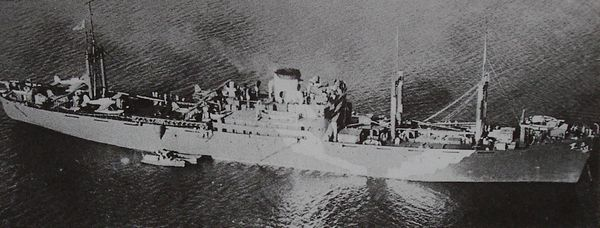
IJN Kimikawa Maru à l'automne 1942, au District de garde d'Ōminato.
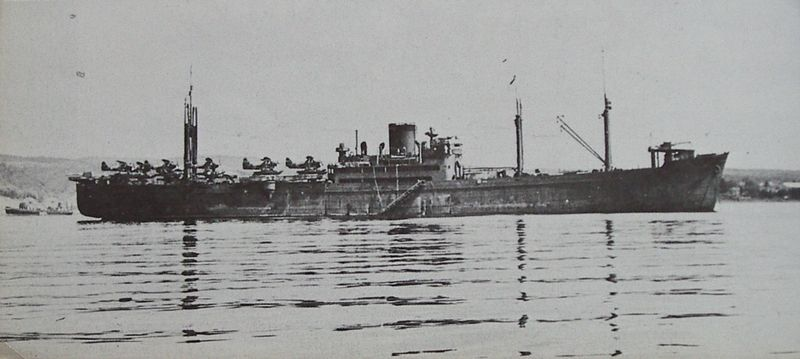
IJN Kimikawa Maru en avril 1943, au District de garde d'Ōminato.

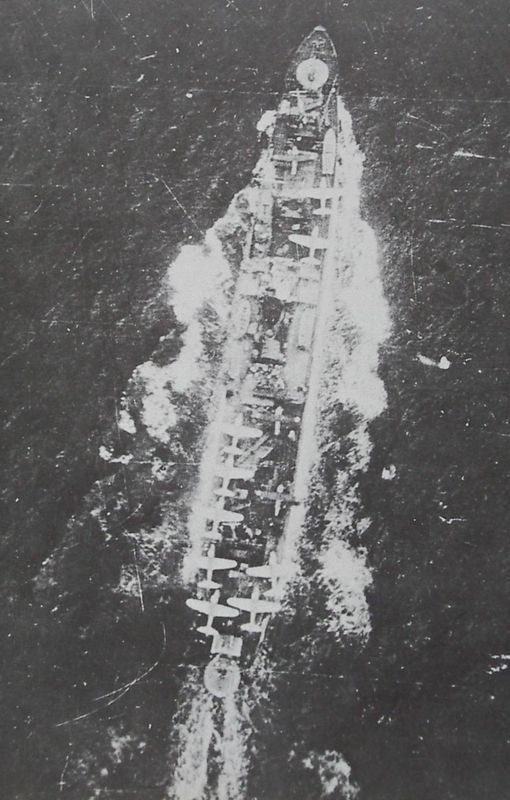
IJN Kamikawa Maru en 1943.
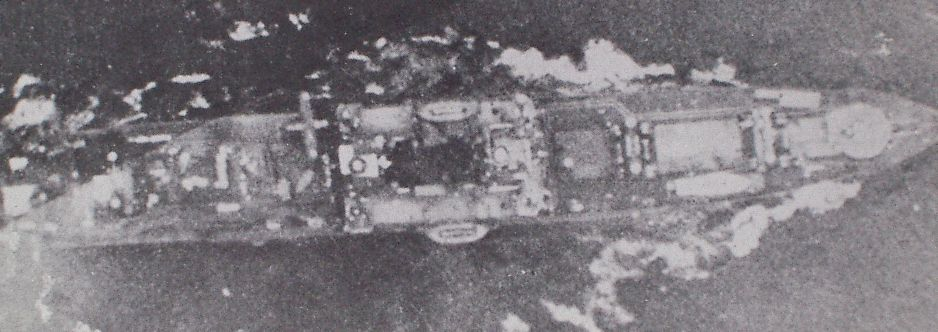
IJN Kimikawa Maru à l'été 1943.
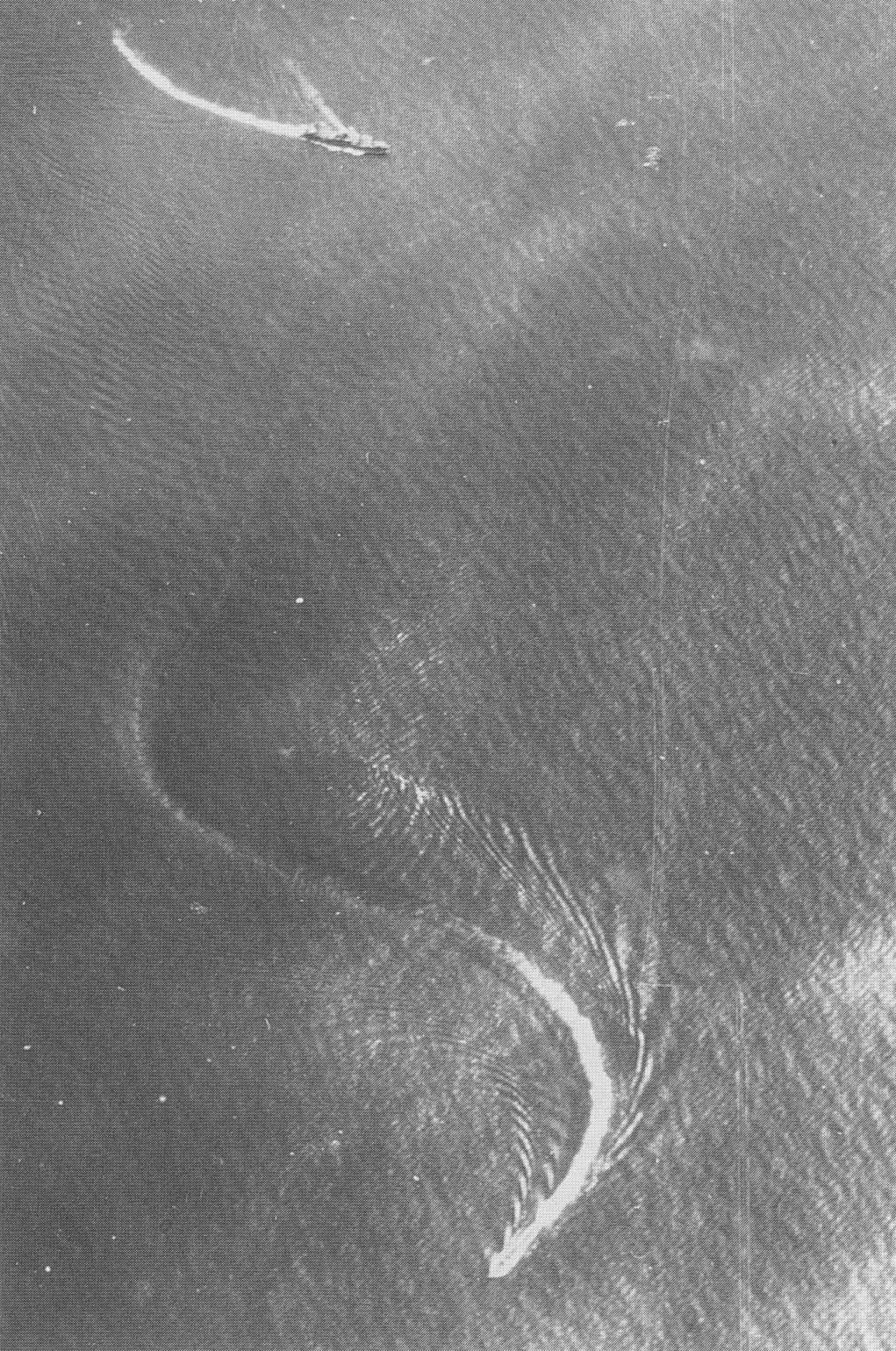
IJN Kiyokawa Maru (ci-dessus), le 10 mars 1942.